# ROSTA

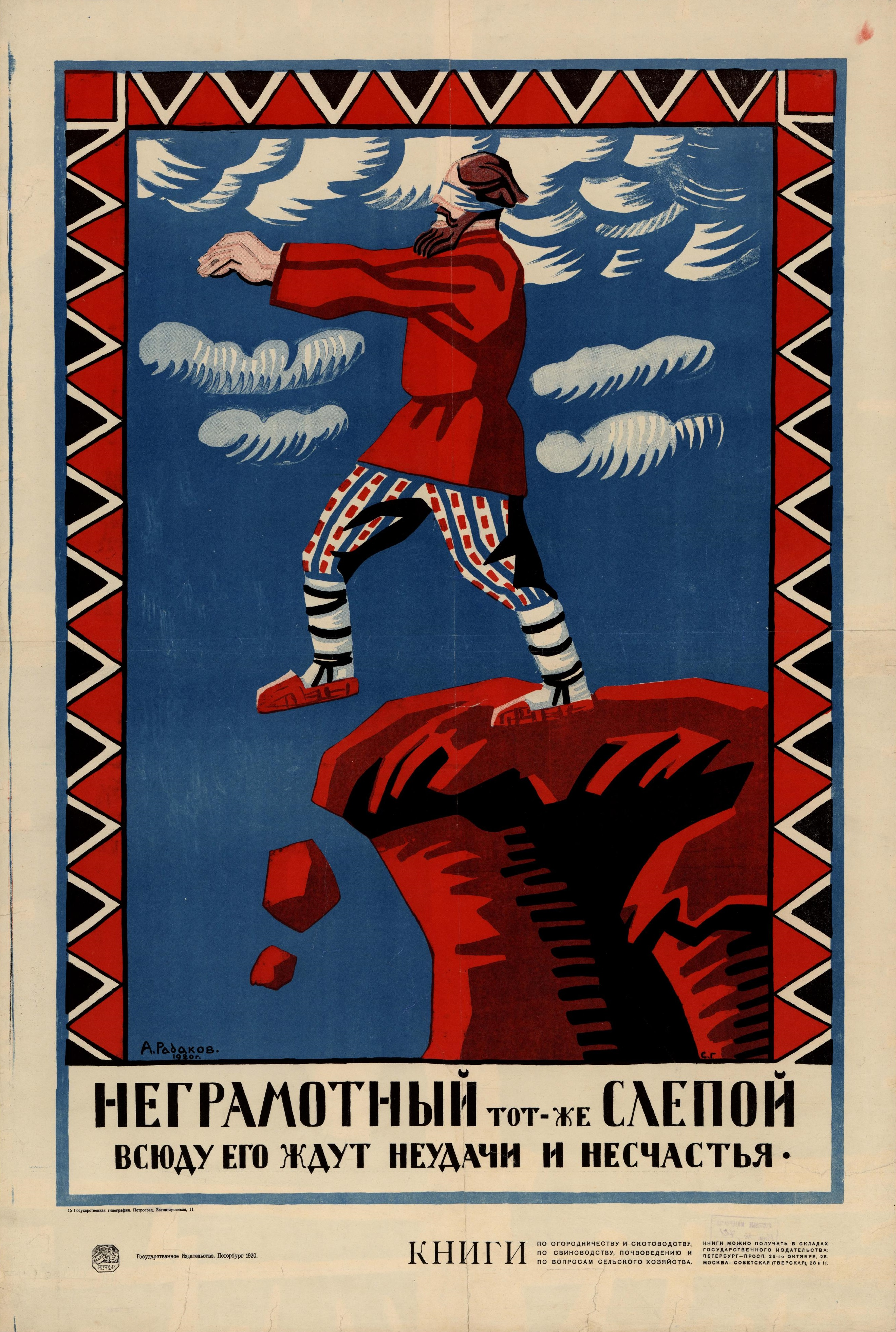
Rosta-Fenster von Alexei Radakow: „Der Ungebildete ist wie ein Blinder. Überall erwarten ihn Unglück und Misserfolg.“

ROSTA (russisch РОСТА) war die revolutionäre Nachrichtenagentur Sowjetrusslands und der Sowjetunion sowie die politische Hauptverwaltung und die Aufklärungsinstitution des Volkskommissariats für das Bildungswesen.
ROSTA entstand aus dem Zusammenschluss der Petrograder Telegrafen-Agentur (PTA, vor 1914 St. Petersburger Telegrafen-Agentur, SPTA) und des offiziellen Pressebüros zur »Zentralbehörde der russischen Telegraphen-Agentur« (Российское телеграфное агентство) im Jahre 1918. Die Mitteilungen erscheinen von nun an unter dem Namen »Rosta«. Sie stand von 1918 bis 1921 unter der Leitung von Boris Malkin.
1925 wurde sie von der TASS abgelöst.
Zur Propaganda ließ ROSTA unter anderem Plakate, so genannte ROSTA-Fenster, von sowjetischen Avantgarde-Künstlern wie Wladimir Majakowski entwerfen, um sie in Schaukästen oder leerstehenden Ladenschaufenstern auszustellen. Aufgrund der übergroßen Abmessungen konnten diese ROSTA-Fenster nicht maschinell reproduziert werden, sie entstanden daher in Handarbeit mit Hilfe von Schablonen. Nach der Künstlerzeichnung wurde für jede Farbe eine Schablone erstellt, die auf den Plakatkarton gelegt und mit Farbe überwalzt wurde, dieser Vorgang musste dann für jede Farbe wiederholt werden. War die Auflage eines Fensters in Moskau erreicht, so wurden die Schablonen in andere Städte verschickt, wo sie dann weiter Verwendung fanden. Die Herstellung und der Druck, auf tagesaktuelle Gegebenheiten reagieren zu müssen, bedingten eine einfache graphische Gestaltung, die oft sehr flächig ausfiel.
Für die Gestaltung der meisten ROSTA-Fenster ausschlaggebend war die Orientierung an den Lubki, den traditionellen, russischen Bilderbögen; um auch die weniger gebildeten Bevölkerungsschichten zu erreichen. Zu den Gestaltungsvorgaben gehörten daher ein festgelegter Bildlauf, symbolhafte bis stereotype Darstellungen und knappe Texte, die meist in einprägsamen Reimen verfasst wurden. Nicht selten waren auch humoristische Darstellungen der abgehandelten Themen zu finden.